# Channing, Texas
Channing là một thành phố thuộc quận Hartley, tiểu bang Texas, Hoa Kỳ. Năm 2010, dân số của xã này là 363 người.

## Dân số
- Dân số năm 2000: 356 người.
- Dân số năm 2010: 363 người.